# 首席人力资源官
首席人力资源官(CHRO) 又稱首席人事官(CPO) ，是负责監督和執行公司的人力资源管理和劳资关系政策的高管。CHRO还可能参与董事会成员的选拔和入职培训。很多CHRO 直接向首席执行官匯報工作。